# إقليم تاكنا
إقليم تاكنا (بالإنجليزية: Tacna Region) هو أحد أقاليم بيرو، يتبع بيرو، عاصمته تاكنا.

## الموقع
يشترك في الحدود مع:
- إقليم بونو
- إقليم أريكا وبارينكوتا
- إقليم موكيغوا
- إدارة لا باز.

## التقسيمات الإدارية
- Candarave province [الإنجليزية]‏
- Jorge Basadre province [الإنجليزية]‏
- مقاطعة تاكنا
- Tarata province [الإنجليزية]‏.

## أعلام
- خورخي باسادري